# Gilbert Trigano
Pour les articles homonymes, voir Trigano.
Gilbert Trigano, né le 28 juillet 1920 à Saint-Maurice (Seine) et mort le 4 février 2001 à Paris 16e, est un homme d'affaires français, célèbre pour avoir développé le Club Méditerranée.

## Jeunesse
Né en 1920 à Saint-Maurice dans une famille juive séfarade de commerçants originaires d'Algérie, Gilbert Trigano est le fils de Raymond Trigano et de Félicie Bensaïd. 
Raymond Trigano, en tant que pied-noir venu d’Algérie, rejoint un régiment de zouaves de l'armée française pendant la Première Guerre mondiale. À la fin du conflit, il reste à Paris, Félicie et ses trois enfants le rejoignant en 1919. Voyageur de commerce, Raymond Trigano ouvre une usine de torréfaction en 1918 et fait fortune. Ruiné par l'incendie de son dépôt « mal assuré » en 1922, il s'installe à Montreuil-sous-Bois, dans un quartier ouvrier de la banlieue rouge où il ouvre une épicerie puis relance ses affaires en fondant, avec son fils aîné Edgard, une entreprise de toiles de bâche en 1935, l'entreprise Trigano SA. Lorsque le Front populaire crée en 1936 les premiers congés payés, les terrains de camping se multiplient sous l'impulsion des municipalités, et Raymond Trigano, radical-socialiste, oriente sa production vers les toiles de tentes pour fournir les vacanciers.
Rêvant d'une vie d'acteur de théâtre alors que son père le destine au commerce, Gilbert Trigano écrit pour les chansonniers (Pierre Ferrari, Roméo Carlès) et joue les apprentis comédiens chez Pierre Dux, Fernand Ledoux et Gabrielle Fontan. Il s'inscrit au cours Simon, au côté notamment de Serge Reggiani et Jean Carmet pour préparer le Conservatoire. Lors de la Seconde Guerre mondiale, un ordre d'arrestation concernant les Trigano est lancé par la Gestapo le 26 avril 1943, incitant la famille à s'installer en zone libre à Mazères (où André Trigano, le frère de Gilbert, deviendra maire). C'est en travaillant avec ses trois frères dans une usine d'armement de Pamiers qu'il bascule dans la Résistance : participant au sabotage de l'usine, les frères entrent en clandestinité. Gilbert rejoint une organisation communiste, les Forces unies de la jeunesse patriotique dont il devient délégué de la section dans l'Ariège. À la Libération, il est journaliste pendant quelques années à L'Humanité puis à l'Avant-Garde, organe de la Jeunesse communiste.

## Club Méditerranée
Il rejoint ensuite l'entreprise familiale de toile de tente (la société familiale Trigano), qui devient fournisseur de deux associations, le Club des Villages magiques et Club Méditerranée. Le Club Med, comme on le surnommera plus tard, a été fondé en avril 1950 par Gérard Blitz, champion de water-polo et diamantaire belge. Trigano loue à Blitz du matériel (tente et couchage) pour créer un premier village de toile aux Baléares, à Majorque ; suivront l'Italie, la Grèce puis bien d'autres implantations. En 1953, face au succès du Club Méditerranée et à la nécessité de mieux gérer les fonds, Gilbert Trigano devient directeur financier, puis PDG en 1963. Cette même année, le Club abandonne le statut associatif pour devenir une entreprise commerciale, sous forme de société anonyme. 
En 1984, il est nommé délégué du Premier ministre chargé des nouvelles formations dans le cabinet de Laurent Fabius.
En 1993, le fils de Gilbert, Serge, lui succède à la tête du Club Méditerranée.

## Départ du Club Med et procès
En 1997, la famille Trigano, depuis longtemps minoritaire dans le capital, est évincée de l'entreprise par ses actionnaires, menés par la famille Agnelli (actionnaires du groupe italien Fiat). Philippe Bourguignon, auparavant à la tête d'Euro Disney, remplace Serge Trigano à la présidence du Club Med.
Le 6 juillet 2000, la 16e chambre correctionnelle du tribunal de grande instance de Paris condamne Gilbert et Serge Trigano à huit mois de prison avec sursis et 30 000 francs d'amende, pour « homicides involontaires » en tant qu'anciens dirigeants du Club Méditerranée. Ce procès faisait suite à l'accident le 9 février 1992, au Sénégal, d'un avion affrété par le Club Med. L'appareil s'était écrasé en phase d'atterrissage, causant la mort d'une trentaine de personnes. 
L'enquête a révélé que le pilote (décédé dans le crash) était myope, sourd d'une oreille et âgé de 67 ans ; de nationalité américaine, le pilote avait déjà été poursuivi aux États-Unis pour avoir enfreint à plusieurs reprises le règlement aérien. Le pilote aurait confondu les lumières d'une route avec celle de la piste d’atterrissage. Mais la responsabilité du dirigeant et celle de son fils sont retenues.
Gilbert Trigano s'implique dans la création d'ateliers informatiques pour les jeunes des banlieues et dans des actions d'insertion professionnelle des jeunes par l'activité économique. Il met aussi en place une formation aux métiers du tourisme pour des jeunes des deux rives de la Méditerranée, souhaitant en particulier contribuer au rapprochement entre Juifs et Arabes.
Il meurt à 80 ans dans le 16e arrondissement de Paris, dans la nuit du 3 au 4 février 2001. Il est inhumé à Paris, au cimetière du Montparnasse (30e division).

## Vie privée
Il est le frère d'André Trigano, ex-patron d'une autre entreprise de tourisme (la CIAT) et homme politique, qui a été notamment maire de Mazères et de Pamiers (Ariège), depuis 1995.
Le 9 juin 1945, il se marie à Simone Sabah (1921-2018), avec qui il a quatre enfants et neuf petits-enfants.

## Distinctions
- Officier de la Légion d'honneur
- Officier de l'ordre national du Mérite